# Starše
Starše est une commune située dans la région historique de la Basse-Styrie au nord-est de la Slovénie non loin de la ville de Maribor.

## Géographie
La commune est localisée le long de la rivière Drave au nord-est de la Slovénie

### Village
Les localités qui composent la commune sont Brunšvik, Loka, Marjeta na Dravskem polju, Prepolje, Rošnja, Starše et Zlatoličje.

## Démographie
Entre 1999 et 2021, la population de la commune a très légèrement augmenté pour atteindre 4 000 habitants,.
Évolution démographique
| 1999  | 2000  | 2001  | 2002  | 2003  | 2004  | 2005  | 2006  | 2007  |
| ----- | ----- | ----- | ----- | ----- | ----- | ----- | ----- | ----- |
| 3 934 | 3 926 | 3 965 | 3 998 | 3 999 | 4 022 | 4 061 | 4 090 | 4 078 |
| 2008  | 2009  | 2010  | 2011  | 2012  | 2013  | 2014  | 2015  | 2016  |
| 4 098 | 4 063 | 4 113 | 4 163 | 4 149 | 4 102 | 4 089 | 4 065 | 4 072 |
| 2017  | 2018  | 2019  | 2020  | 2021  |       |       |       |       |
| 4 005 | 3 973 | 3 974 | 4 046 | 4 081 |       |       |       |       |